# Pablo Sarabia
Pablo Sarabia Garcia (ur. 11 maja 1992 w Madrycie) – hiszpański piłkarz występujący na pozycji pomocnika w angielskim klubie Wolverhampton Wanderers oraz w reprezentacji Hiszpanii.

## Kariera
W latach 2004–2009 był zawodnikiem młodzieżowych drużyn Realu Madryt. 4 grudnia 2009 roku przeniesiony został do klubu filialnego Realu Madryt – Real Madryt Castilla.
Sarabia zadebiutował w Segunda División B, 3 stycznia 2010 roku w meczu przeciwko AD Alcorcón. Dwa tygodnie później, 17 stycznia 2010 roku Pablo zdobył swojego pierwszego gola oraz zaliczył asystę w meczu przeciwko Racing Santander B.
W 2009 roku Sarabia wziął udział w Mistrzostwach Świata U-17 odbywających się w Nigerii i zdobył z reprezentacją Hiszpanii brązowy medal.
8 grudnia 2010 roku zawodnik Castilli oficjalnie zadebiutował w pierwszej drużynie Realu Madryt. Hiszpan zmienił w 72. minucie meczu pomiędzy Królewskimi a AJ Auxerre w ramach rozgrywek Ligi Mistrzów UEFA gwiazdę madryckiej drużyny, Cristiano Ronaldo. Na murawę boiska wybiegł z numerem 33. Wychowanek Realu brał czynny udział w akcji, po której Karim Benzema ustalił wynik spotkania na 4:0 dla Los Merengues.

## Sukcesy

### Sevilla
- Finał Pucharu Hiszpanii: 2017/2018

### Paris Saint-Germain
- Superpuchar Francji: 2019

### Reprezentacja
- Mistrzostwo Europy U-21: 2013
- Mistrzostwo Europy U-19: 2011
- 3. miejsce na Mistrzostwach Świata U-17: 2009